# Оккупация Рейнской области

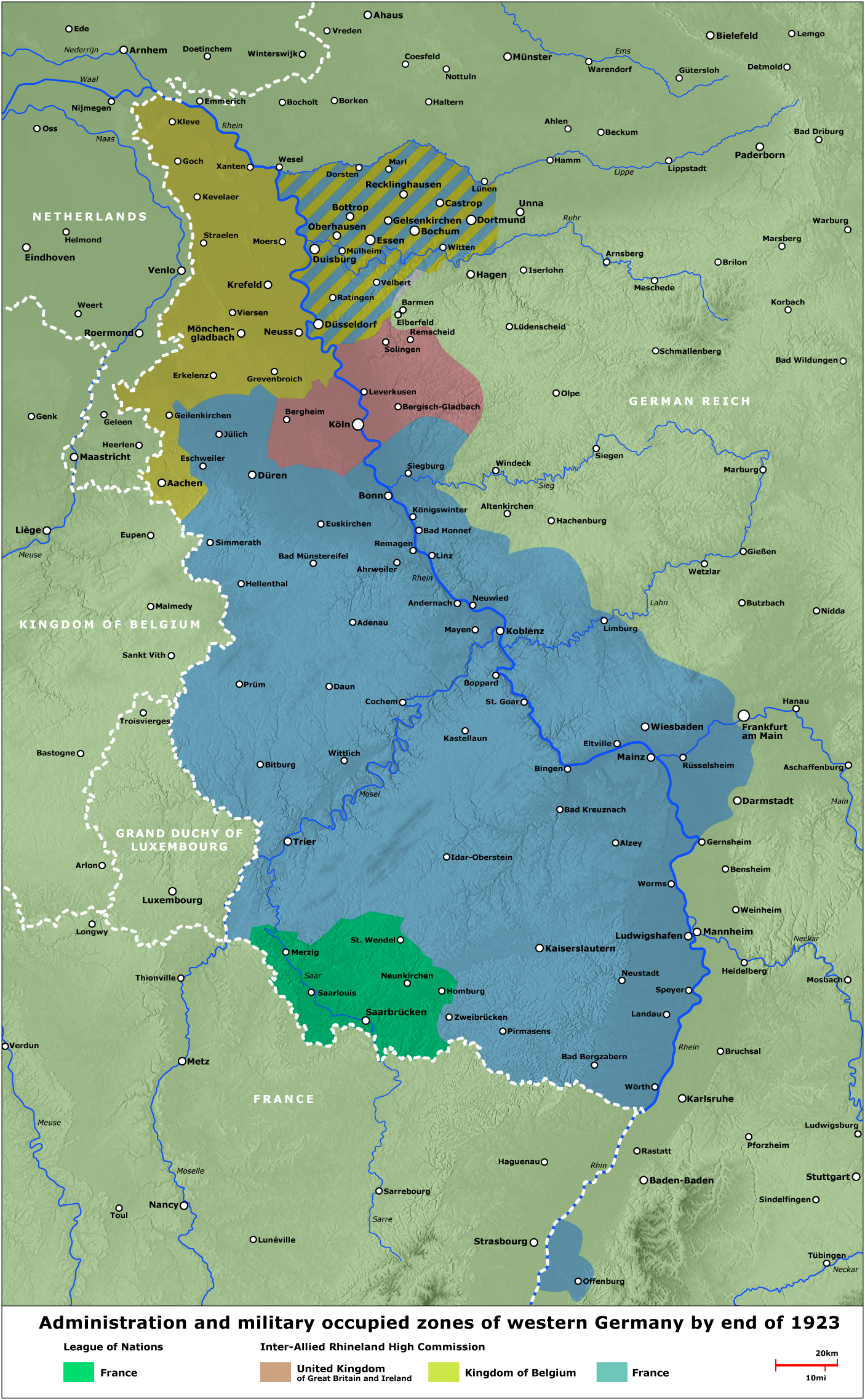
На карте представлены Рейнская и Рурская области. Цветами отмечены территории, которые оккупировали следующие государства:
Франция
Бельгия
Великобритания
заштрихованный (Рурская область): Франция и Бельгия
(Саар): территория, оккупированная войсками Франции, находилась под управлением Лиги Наций.

Оккупация Рейнской области — оккупация вооружёнными силами государств, образовавших Антанту, части территории Германии, начавшаяся после подписания Компьенского мирного договора 11 ноября 1918 года, положившего конец Первой мировой войне. На территорию вводились части американской, бельгийской, британской, французской, итальянской и сиамской армий. Договор предусматривал вывод германских войск из Бельгии, Франции и Люксембурга, а также Эльзаса-Лотарингии, долженствовавший быть проведённым в течение 15 дней.
По условиям Версальского мира, подписанного 28 июня 1919 года, провинция Германской империи Эльзас-Лотарингия отходила ко Франции, также узаконивалась оккупация всей территории Рейнской области союзными войсками на срок от 5 до 15 лет. К тому же, территории, примыкавшие к Рейну слева и справа, объявлялись на неограниченное время демилитаризованной зоной. В 1920-х годах произошёл ряд кризисов и восстаний. В 1923 году сепаратистски настроенные повстанцы объявили о создании Рейнской республики, просуществовавшей менее двух недель. По просьбе французского правительства, питавшего германофобию, на территорию Рейнской области были введены части британской и американской армий. Окончательно союзнические войска вывели 30 июня 1930 года.
В Сааре части французских войск находились вплоть до 1935 года

## Временные промежутки
- Компьенский мирный договор
- Продление перемирия на первый срок (13 декабря 1918 — 16 января 1919 года)
- Продление перемирия на второй срок (16 января 1919 — 16 февраля 1919 года)
- Продление перемирия на третий срок (16 февраля 1919 — январь 1920 года)
- Образование Общесоюзнического представительства высокого комиссара в Рейнской области[нем.].

## Оккупационные войска

### Вооружённые силы Бельгии
В Рейнскую область вводилось пять дивизий, впоследствии расквартированных в Крефельде, штаб-квартира командующего располагалась в Ахене.

### Вооружённые силы Великобритании
Ввод британских войск был произведён 3 декабря 1918 года. В марте 1919 года была образована Британская рейнская армия. Части её расквартировывались в Кёльн, начала ежедневно издаваться газета «The Cologne Post».

### Вооружённые силы Франции

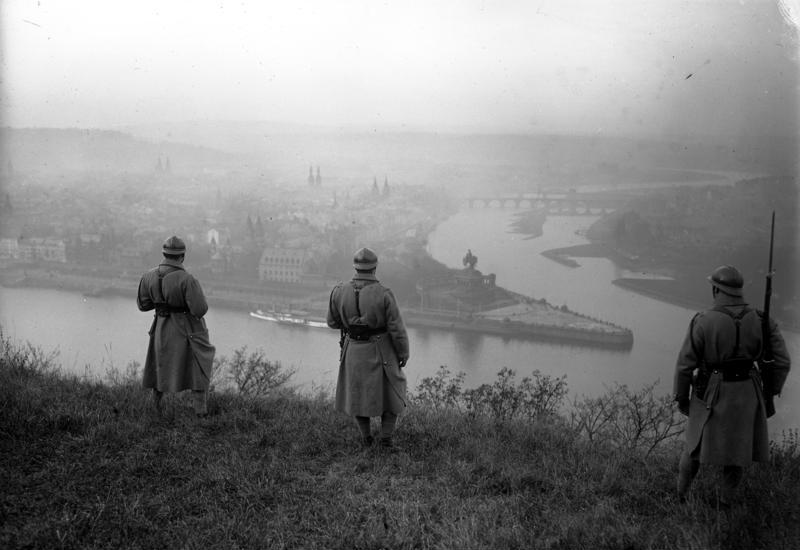
Военнослужащие французской армии у реки Рейн, Немецкий угол, Кобленц.

Первоначально на территорию области вводились части 8-й и 10-й армий. 21 октября 1919 года они прекратили своё существование как самостоятельные единицы, образовав Рейнскую армию.
Численность военнослужащих колониальных частей, введённых в Рейнскую область, в 1919 году составила 25 000 — 40 000 человек. В связи с возникновением расистских настроений у чернокожих, главным образом, у сенегальских стрелков, увеличилось количество произведённых изнасилований и поступков другого рода, содержащих в себе жестокость. Данные события оклеймили в «правых» газетах «позором чернокожих» (нем. Die schwarze Schande или нем. Die schwarze Schmach), якобы выражавшим отношение французов к немцам. Более того, ряд немок вышла замуж за солдат-негров, однако существовали незаконнорождённые дети (с тех пор их уничижительно именуют «рейнландскими бастардами»), речь о которых велась в пропагандистских изданиях с целью преувеличить тяжесть положения. Генерал Генри Туреман Аллен писал в письме государственному секретарю США: «…массовые преступления, якобы совершаемые чернокожими военнослужащими вооружённых сил Франции, к примеру, насильственный увоз гражданских лиц, проявление насилия, нанесение увечий, преднамеренные убийства, а также сокрытие жертв преступлений нашли отражение в немецких периодических изданиях, на самом же деле это ложь, развёрнутая немецкой пропагандистской машиной».

#### Вооружённые силы Италии
Итальянские войска также принимали участие в оккупации Рейнской области. После вывода основной части 2-го Итальянского корпуса из Франции, для оккупационной службы в Германии была оставлена бригада «Альпи» в составе 220 офицеров и 6000 солдат. 28 февраля 1919 года она была приписана к XI французскому корпусу, а затем перешла под командование Восьмой французской армии. В период с 9 по 13 марта 1919 года бригада была переброшена по железной дороге в Германию, в Рейнский Пфальц, где заняла позиции у деревень Винден и Шайдт, недалеко от Карлсруэ. С 1 апреля 1919 года бригада «Альпи» заняла сектор между Лаутербургом и Пфорцем, сменив французскую 2-ю колониальную дивизию. 17 мая её сектор был расширен до Йокгрима. В июне бригада была перемещена севернее, в район Вормс-Оппенхайм, и передана под командование XXXII (французского) корпуса. Бригада «Альпи» оставалась в Германии до конца июля 1919 года, а окончательный её вывод с оккупированной территории завершился к 10 августа 1919 года.

#### Русский Легион Чести
В составе французских войск в оккупации Рейнской области также принимал участие Русский легион чести. Это подразделение было сформировано во Франции в конце 1917 года из добровольцев русских экспедиционных бригад под командованием полковника Г. С. Готуа и первоначально насчитывало около 300 человек. Действуя в составе Марокканской дивизии французской армии, легион участвовал в боях на Западном фронте в 1918 году, в частности, отличился в сражениях под Суассоном и на реке Сомме, понеся при этом значительные потери.
После Компьенского перемирия Русский легион чести вместе с союзными войсками продвигался через Лотарингию и Эльзас, вошёл на территорию Германии и участвовал в оккупации города Вормс на Рейне. Присутствие солдат в узнаваемой русской униформе и под бело-сине-красным флагом среди оккупационных сил вызывало удивление у немецкого населения, учитывая выход России из войны и расформирование старой русской армии. В конце 1918 года легион был выведен из зоны оккупации и направлен через Марсель в Новороссийск для пополнения рядов Добровольческой армии генерала А. И. Деникина в ходе Гражданской войны в России.

#### Вооружённые силы Сиама
Сиамский экспедиционный корпус был единственным отрядом независимой страны Юго-Восточной Азии, участвовавший в войне в Европе и оккупации Германии. После войны французское министерство иностранных дел заставило военное командование отдать приказ сиамскому корпусу перейти на немецкую территорию позади собственных войск. Сиамская оккупация Германии была не результатом тактического военного решения, а политической попыткой снять напряжение в отношениях между Сиамом и Францией. Это решение устроило всех участников процесса, начиная от военного командования в Европе и заканчивая самим королем в Бангкоке. Сиамцы были готовы оставить вражду в прошлом и сосредоточиться на получении политических выгод от огромных усилий по развертыванию войск в Европе. Немецкие газеты ошибочно писали о том, что их оккупировали французские колониальные войска, хотя Сиам никогда не был колонией.

### Вооружённые силы США

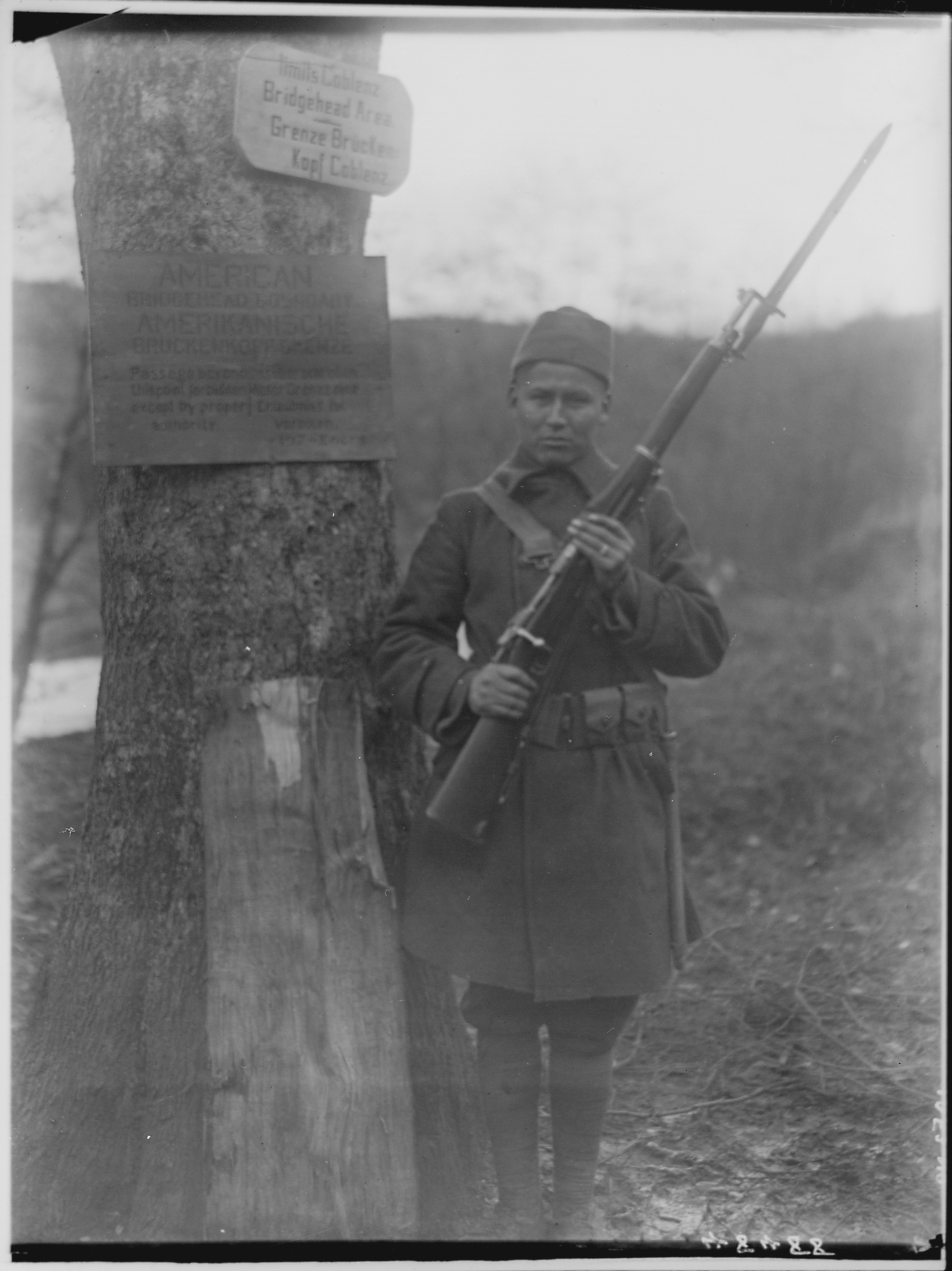
Военнослужащий вооружённых сил США несёт охрану предмостного укрепления в районе г. Кобленц.

На территории Рейнской области дислоцировались 9 американских дивизий, состоявших из ветеранов Первой мировой войны, численностью 240 000 человек, что составляло ⅓ всех оккупационных войск. По замыслу генерала Джона Першинга была образована 3-я армия, командующим которой назначили генерал-майора Джозефа Теодора Дикмана.
24 января 1923 года части американской армии оставили крепость Эренбрайтштайн, которую через некоторое время заняли французы.

## Оккупация Рурской области
В 1923 году в ответ за невыплату всей суммы репараций, наложенных на Германию Версальским мирным договором, части французской и бельгийской армий заняли правобережную часть промышленной области Рур, где находились до вывода в 1925 году.